# Le Quai des brumes
Le Quai des brumes is een Franse dramafilm uit 1938 onder regie van Marcel Carné. Hij kreeg voor deze film een prijs van de NBR en een aanbeveling van het filmfestival van Venetië. Het scenario is gebaseerd op de gelijknamige roman van Pierre Mac Orlan.

## Verhaal
De soldaat Jean is uit het leger gedeserteerd en zoekt zijn toevlucht in de Normandische havenstad Le Havre. Op zoek naar een slaapplaats erft hij de kleren, het geld en de papieren van Krauss, een melancholieke schilder die zelfmoord pleegt. Hij leert de jonge Nelly kennen, een jong mysterieus meisje met betoverende ogen. Hij wordt verliefd op haar. Hij geeft ook een oorvijg aan de schoft Lucien, die eveneens een oogje heeft op Nelly. Een schip naar Venezuela zal Jean meenemen. Daarom wil hij afscheid nemen van Nelly. Hij betrapt daarbij Nelly's voogd Zabel, die haar juist wil verkrachten. In zijn woede doodt hij hem. Voordat Jean kan terugkeren naar zijn schip wordt hij neergeschoten door Lucien.

## Rolverdeling
| Acteur          | Personage                  |
| --------------- | -------------------------- |
| Jean Gabin      | Jean, de deserteur         |
| Michèle Morgan  | Nelly, het jong meisje     |
| Michel Simon    | Zabel, de voogd van Nelly  |
| Pierre Brasseur | Lucien Le Gardier          |
| Édouard Delmont | Panama, de herbergier      |
| Aimos           | Quart-Vittel               |
| Robert Le Vigan | Michel Krauss, de schilder |
| René Génin      | Mollet, de dokter          |
| Marcel Pérès    | de vrachtwagenchauffeur    |
| Jenny Burnay    | de vriendin van Lucien     |

## Trivia
- Carné werkte voor de derde keer samen met dichter en scenarist Jacques Prévert. Prévert en Carné werkten negen keer samen.
- Carné deed voor de tweede keer een beroep op decorateur Alexandre Trauner die het decor voor heel wat andere films van Carné zou ontwerpen.
- In deze film richt Gabin de beroemde zin T'as d' beaux yeux tu sais tot Michèle Morgan.